# Leśniki (Szymanowice Duże)
Leśniki – część wsi Szymanowice Duże w Polsce, położona w województwie mazowieckim, w powiecie otwockim, w gminie Sobienie-Jeziory.
W latach 1975–1998 Leśniki administracyjnie należały do województwa siedleckiego.